# Convolvulus oreophilus
Convolvulus oreophilus är en vindeväxtart som beskrevs av Homer Doliver House. Convolvulus oreophilus ingår i släktet vindor, och familjen vindeväxter. Inga underarter finns listade i Catalogue of Life.